# 裸身伊都毛鼻鯰
裸身伊都毛鼻鯰，為輻鰭魚綱鯰形目毛鼻鯰科的其中一種，為熱帶淡水魚，分布於南美洲巴西巴伊亞Cahy河流域，體長可達4.9公分，棲息在沙石底質、流動的溪流底層水域，以水生昆蟲等為食。

## 扩展阅读
維基物種上的相關：裸身伊都毛鼻鯰